# Follow the Reaper
Follow The Reaper je třetím řadovým (studiovým) albem finské metalové kapely Children of Bodom. Album bylo nahráno v Abyss Studios, srpen – září 2000.

## Seznam skladeb
1. Follow The Reaper – 3:47
2. Bodom After Midnight – 3:44
3. Children Of Decadence – 5:33
4. Everytime I Die – 4:00
5. Mask Of Sanity – 3:58
6. Taste Of My Scythe – 3:58
7. Hate Me! – 4:44
8. Northern Comfort – 3:46
9. Kissing The Shadows – 4:32